# 2190 Coubertin
A 2190 Coubertin (ideiglenes jelöléssel 1976 GV3) a Naprendszer kisbolygóövében található aszteroida. Nyikolaj Csernih fedezte fel 1976. április 2-án.
Nevét Pierre de Coubertin (1863 – 1937) francia pedagógus, történész, sportvezető, a Nemzetközi Olimpiai Bizottság egyik alapítója, egykori elnöke után kapta.